# Marques
Pour les articles homonymes, voir Marques (homonymie).
Marques est une commune française située dans le département de la Seine-Maritime en région Normandie.

## Géographie

### Localisation

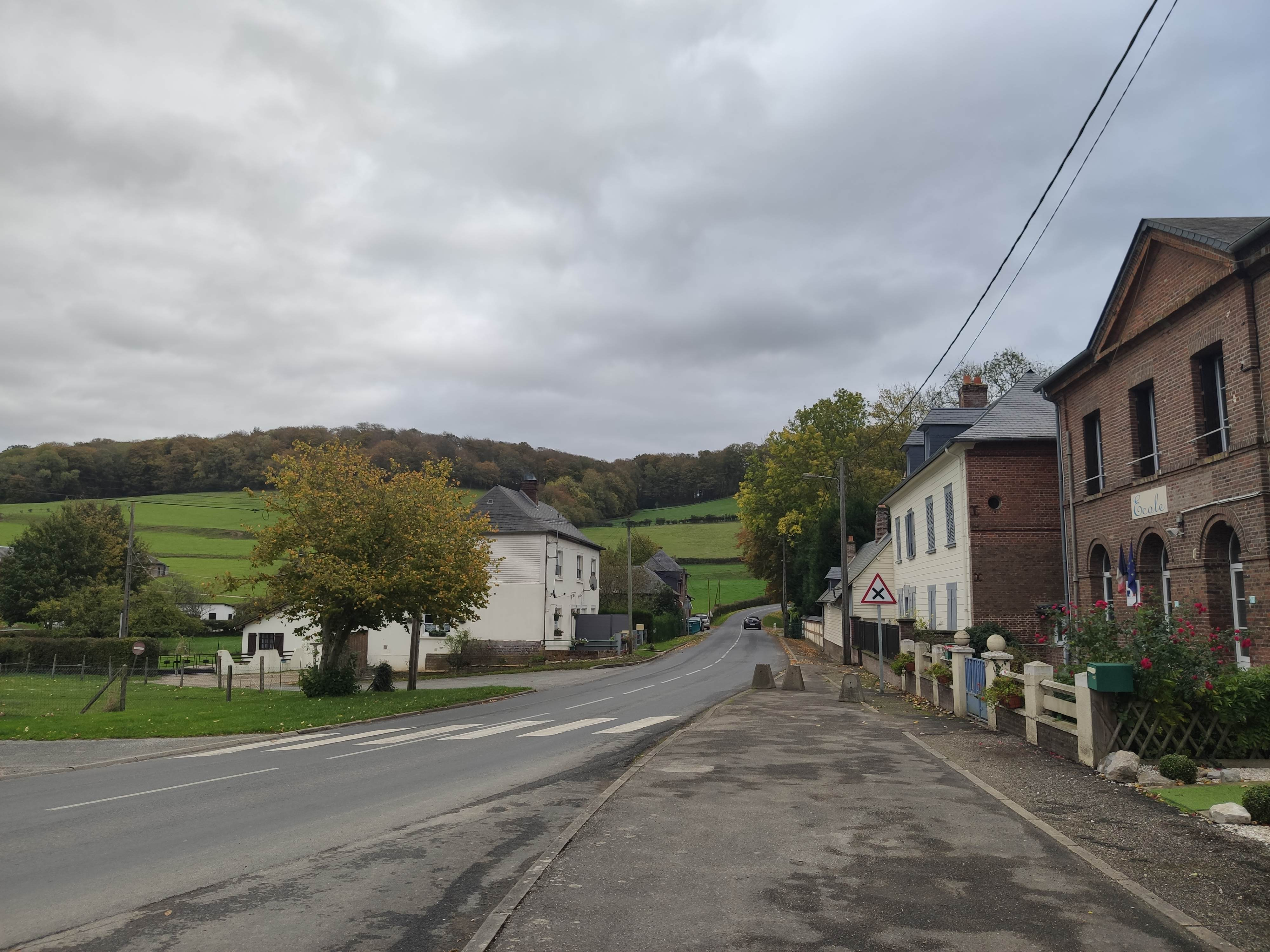
La route de Plaincamp, vue depuis la mairie.

Marques est un village rural normand situé à 5 km à vol d'oiseau à l'ouest d'Aumale, 15 km au nord de Formerie et  22 km au nord-est de Forges-les-Eaux et 19 km de Neufchâtel-en-Bray et 47 km au sud-est de Dieppe et du littoral de la Manche.
La commune se trouve dans la zone d'emploi de la Vallée de la Bresle-Vimeu et dans le bassin de vie d'Aumale

### Communes limitrophes
Les communes limitrophes sont  Aubéguimont, Ellecourt, Haudricourt, Illois, Landes-Vieilles-et-Neuves, Morienne, Nullemont et Richemont.
| Richemont                           | Aubéguimont | Ellecourt   |
| Landes-Vieilles-et-Neuves Nullemont | Marques     | Morienne    |
| Illois                              |             | haudricourt |

### Géologie et relief
La superficie de la commune est de 13,05 km2 ; son altitude varie de 112  à   219 mètres.

### Hydrographie
La commune est située dans le bassin Seine-Normandie. Elle est drainée par la Méline, le cours d'eau 02 de la commune de Marques et le fossé de Barques,,.
La Méline, d'une longueur de 10 km, prend sa source dans la commune, dans le hameau de Barque. Elle draine ensuite Ellecourt et son hameau « Les Communes » et enfin Vieux-Rouen-sur-Bresle où elle conflue avec la Bresle,.

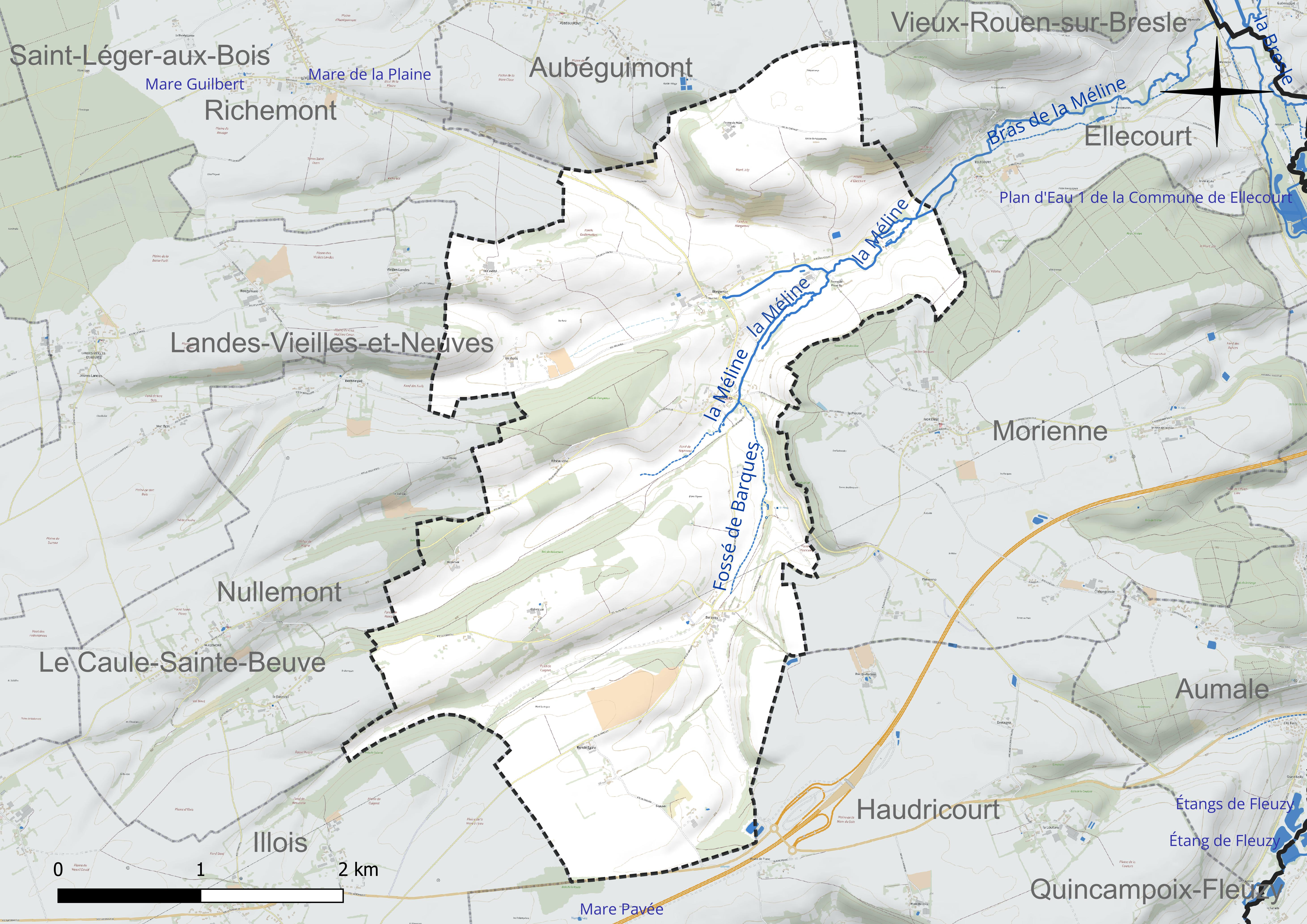
Réseau hydrographique de Marques.

### Climat
Pour des articles plus généraux, voir Climat de la Normandie et Climat de la Seine-Maritime.
En 2010, le climat de la commune est de type climat océanique dégradé des plaines du Centre et du Nord, selon une étude du CNRS s'appuyant sur une série de données couvrant la période 1971-2000. En 2020, Météo-France publie une typologie des climats de la France métropolitaine dans laquelle la commune est exposée à un climat océanique et est dans la région climatique Côtes de la Manche orientale, caractérisée par un faible ensoleillement (1 550 h/an) ; forte humidité de l’air (plus de 20 h/jour avec humidité relative > 80 % en hiver), vents forts fréquents. Parallèlement le GIEC normand, un groupe régional d’experts sur le climat, différencie quant à lui, dans une étude de 2020, trois grands types de climats pour la région Normandie, nuancés à une échelle plus fine par les facteurs géographiques locaux. La commune est, selon ce zonage, exposée à un « climat contrasté des collines », correspondant au Pays de Bray, bien arrosé et frais.
Pour la période 1971-2000, la température annuelle moyenne est de 10,2 °C, avec une amplitude thermique annuelle de 13,7 °C. Le cumul annuel moyen de précipitations est de 778 mm, avec 12,4 jours de précipitations en janvier et 8,7 jours en juillet. Pour la période 1991-2020, la température moyenne annuelle observée sur la station météorologique la plus proche, située sur la commune de Bouelles à 16 km à vol d'oiseau, est de 10,7 °C et le cumul annuel moyen de précipitations est de 838,4 mm,. Pour l'avenir, les paramètres climatiques de la commune estimés pour 2050 selon différents scénarios d’émission de gaz à effet de serre sont consultables sur un site dédié publié par Météo-France en novembre 2022.

## Urbanisme

### Typologie
Au 1er janvier 2024, Marques est catégorisée commune rurale à habitat très dispersé, selon la nouvelle grille communale de densité à sept niveaux définie par l'Insee en 2022.
Elle est située hors unité urbaine et hors attraction des villes,.

### Occupation des sols

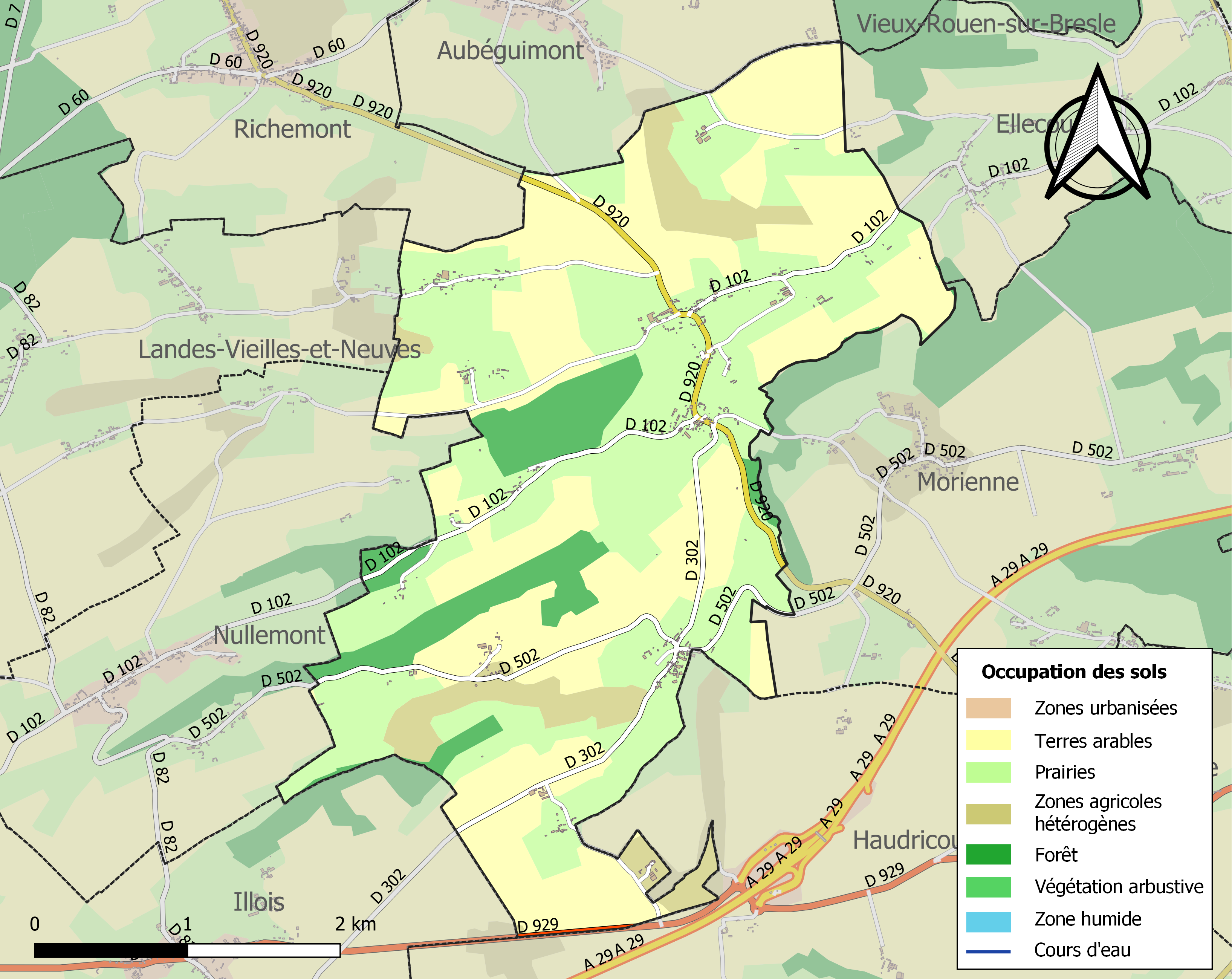
Carte des infrastructures et de l'occupation des sols de la commune en 2018 (CLC).

L'occupation des sols de la commune, telle qu'elle ressort de la base de données européenne d’occupation biophysique des sols Corine Land Cover (CLC), est marquée par l'importance des territoires agricoles (91,5 % en 2018), une proportion identique à celle de 1990 (91,5 %). La répartition détaillée en 2018 est la suivante : 
prairies (41,8 %), terres arables (41,1 %), zones agricoles hétérogènes (8,5 %), forêts (8,5 %).
L'évolution de l’occupation des sols de la commune et de ses infrastructures peut être observée sur les différentes représentations cartographiques du territoire : la carte de Cassini (XVIIIe siècle), la carte d'état-major (1820-1866) et les cartes ou photos aériennes de l'IGN pour la période actuelle (1950 à aujourd'hui).

### Lieux-dits, hameaux et écarts

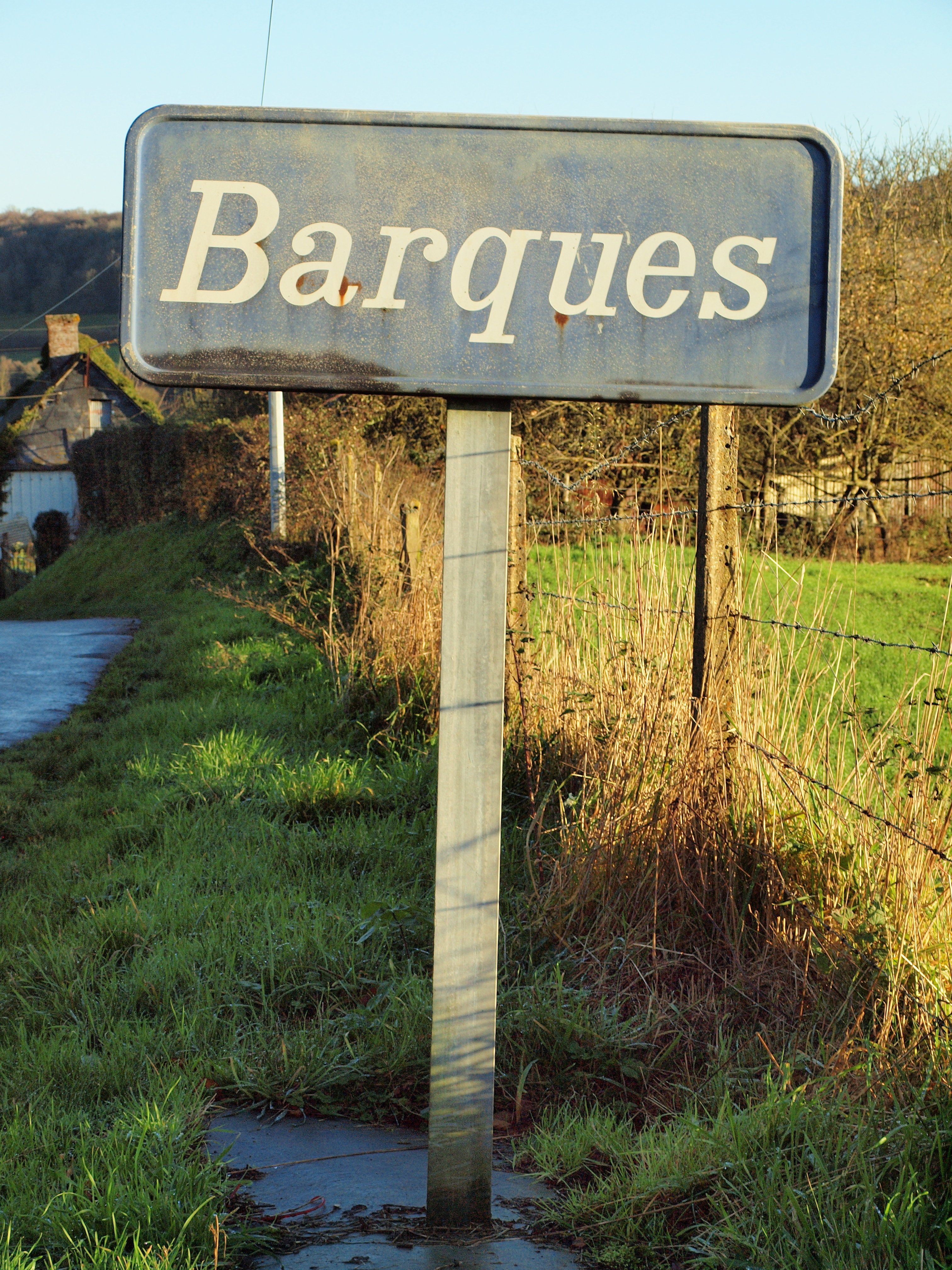

La commune compte plusieurs hameaux et écarts : Barques (qui fut une commune jusqu'en 1823), Ronde-Épine, Culvreuse, Boyenval, Ribeauvillé, le Moulin de Plainville et Blingemer.

### Habitat et logement
En 2021, le nombre total de logements dans la commune était de 136, alors qu'il était de 134 en 2016 et de 126 en 2011.
Parmi ces logements, 71,4 % étaient des résidences principales, 22 % des résidences secondaires et 6,6 % des logements vacants. Ces logements étaient pour 94,9 % d'entre eux des maisons individuelles et pour 5,1 % des appartements.
Le tableau ci-dessous présente la typologie des logements à Marques en 2021 en comparaison avec celle de la Seine-Maritime et de la France entière. Une caractéristique marquante du parc de logements est ainsi une proportion de résidences secondaires et logements occasionnels (22 %) supérieure à celle du département (4,1 %) et à celle de la France entière (9,7 %).
| Typologie                                               | Marques | Seine-Maritime | France entière |
| ------------------------------------------------------- | ------- | -------------- | -------------- |
| Résidences principales (en %)                           | 71,4    | 88             | 82,2           |
| Résidences secondaires et logements occasionnels (en %) | 22      | 4,1            | 9,7            |
| Logements vacants (en %)                                | 6,6     | 7,9            | 8,1            |

## Toponymie

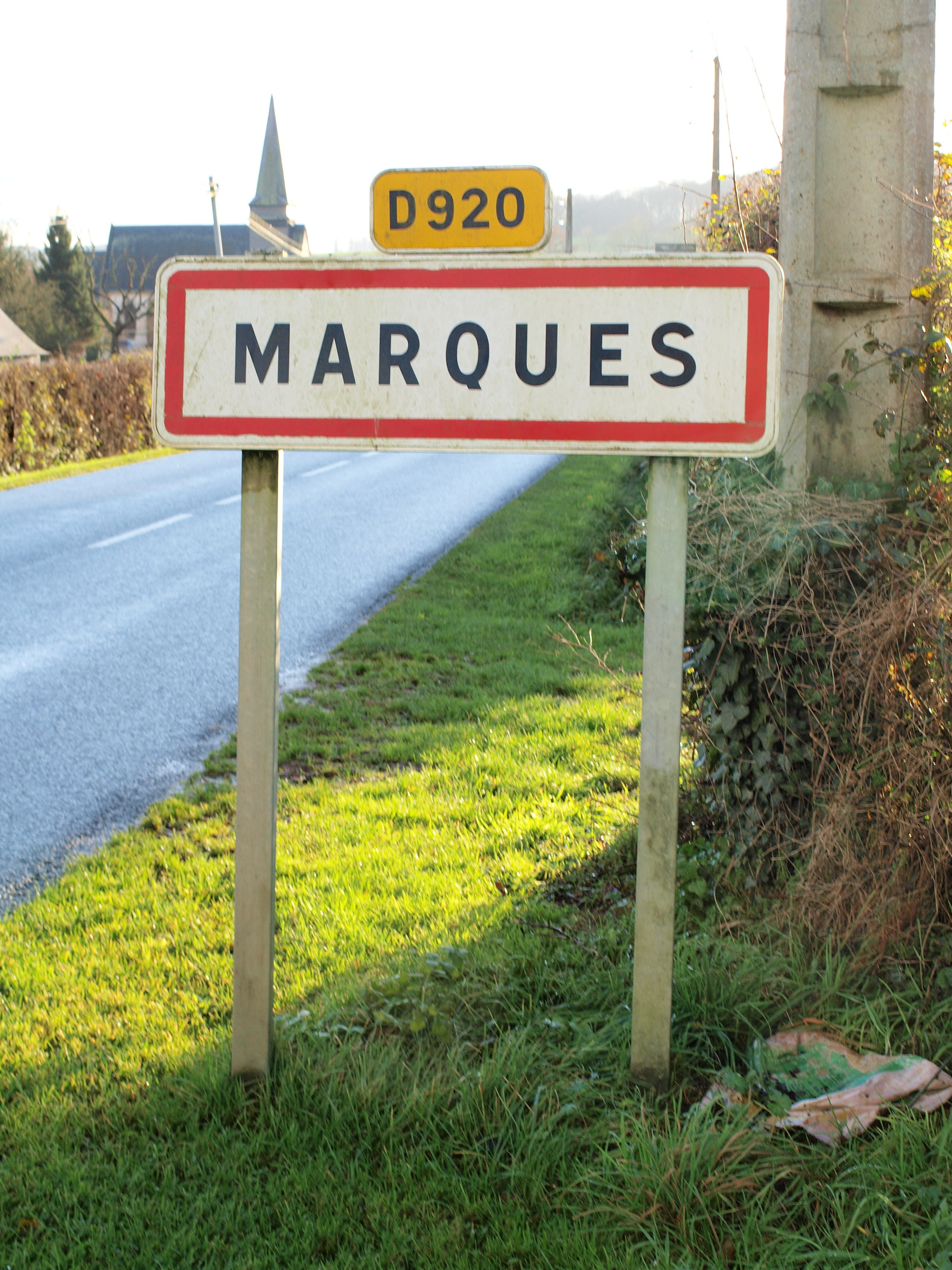

Le nom de la localité est attesté sous la forme Marca entre 1185 et 1189,.
Il s'agit d'une formation toponymique médiévale où Marques représente la forme normande correspondant au nom commun du français central marche au sens de « province frontière d'un État » ou « limite » ou « frontière ». Il est issu du gallo-roman MARCA « limite, frontière » qui procède lui-même du germanique commun *markō (> allemand Mark, néerlandais mark, anglais mark) par l'intermédiaire probable d'une forme vieux bas francique *marka de sens analogue. En latin médiéval, on trouve indifféremment les formes marca ou marcha « limite » (VIIIe siècle dans Nierm.; Nouveau glossaire), « frontière » (Ibid.), « région frontière placée sous le commandement d'un marquis» (fin du VIIIe siècle, dans Nierm.).
Marques a pour correspondants en Normandie, le composé de type germanique Marcambye (Manche, Notre-Dame-de-Cenilly, basé sur marka + Hambye, toponyme contigu) et au sud de la ligne Joret, les Loges-Marchis (Manche, de Logis Marchis 1333, avec le suffixe -is, marchis ayant le sens de « de la frontière »), ainsi que les nombreux Marcq  du nord de la France.

## Histoire
La commune de Barques est réunie à Marques par les ordonnances royales des 29 janvier et 5 février 1823,.

## Politique et administration

### Rattachements administratifs et électoraux

#### Rattachements administratifs
La commune se trouve depuis 1926 dans l'arrondissement de Dieppe du département de la Seine-Maritime.
Elle faisait partie depuis 1793 du canton d'Aumale. Dans le cadre du redécoupage cantonal de 2014 en France, cette circonscription administrative territoriale a disparu, et le canton n'est plus qu'une circonscription électorale.

#### Rattachements électoraux
Pour les élections départementales, la commune fait partie depuis 2014 du canton de Gournay-en-Bray.
Pour l'élection des députés, elle fait partie de la sixième circonscription de la Seine-Maritime.

### Intercommunalité
Marques était membre de la communauté de communes du canton d'Aumale, un établissement public de coopération intercommunale (EPCI) à fiscalité propre créé fin 2001 et auquel la commune avait transféré un certain nombre de ses compétences, dans les conditions déterminées par le code général des collectivités territoriales.
Dans le cadre des dispositions de la loi portant nouvelle organisation territoriale de la République du 7 août 2015, qui prévoit que les établissements publics de coopération intercommunale (EPCI) à fiscalité propre doivent avoir un minimum de 15 000 habitants, cette intercommunalité a fusionné avec la communauté de communes de Blangy-sur-Bresle pour former, le 1er janvier 2017, la communauté de communes interrégionale Aumale - Blangy-sur-Bresle, dont est désormais membre la commune.

### Liste des maires
| Période      | Période                       | Identité                   | Étiquette | Qualité                                           |
| ------------ | ----------------------------- | -------------------------- | --------- | ------------------------------------------------- |
| 1793         | 1794                          | Joseph François Quesnel    |           |                                                   |
| 1800         | 1803                          | Jean Baptiste Greuet       |           |                                                   |
| 1803         | 1815                          | Jean François Leullier     |           |                                                   |
| 1816         | 1819                          | Cicaire Ciron de Rieux     |           |                                                   |
| 1820         | 1834                          | Jean François Leullier     |           |                                                   |
| 1835         | 1851                          | François Monnier           |           |                                                   |
| 1851         | 1863                          | Nicolas Lambert Forceville |           |                                                   |
| 1863         | octobre 1871                  | Angelbert Quillot          |           |                                                   |
| octobre 1871 | 1882                          | Nicolas Lambert Forceville |           |                                                   |
| 1882         | mai 1892                      | César Quillot              |           |                                                   |
| mai 1892     | 1924                          | Antoine Quesnel            |           |                                                   |
| 1924         | 1948                          | Armand Villiers            |           |                                                   |
| 1948         | mars 1971                     | Eugène Fimes               |           |                                                   |
| mars 1971    | mars 1983                     | Maurice Bocquet            |           |                                                   |
| mars 1983    | juin 1995                     | Henri Falaise              |           |                                                   |
| juin 1995    | mars 2008                     | Claudine Pieters           |           |                                                   |
| mars 2008    | En cours (au 15 février 2023) | Régis Denise               |           | Chargé d'affaires Réélu pour le mandat 2020-2026, |

## Équipements et services publics

### Eau et déchets
Le syndicat d’adduction d’eau potable et d’assainissement de la vallée de l’Eaulne assure l'adduction en eau potable de la commune grâce notamment à sa station de traitement des eaux de Marques à charbon actif,.

### Enseignement
Les enfants de la commune sont scolarisés avec ceux de Ellecourt, Morienne et Nullemont dan,s le cadre d'un regroupement pédagogique intercommunal (RPI). L'école de Marques accueille en 2023/2024 les enfants d'âge élémentaire.

## Population et société

### Démographie
L'évolution du nombre d'habitants est connue à travers les recensements de la population effectués dans la commune depuis 1793. Pour les communes de moins de 10 000 habitants, une enquête de recensement portant sur toute la population est réalisée tous les cinq ans, les populations de référence des années intermédiaires étant quant à elles estimées par interpolation ou extrapolation. Pour la commune, le premier recensement exhaustif entrant dans le cadre du nouveau dispositif a été réalisé en 2005.

En 2022, la commune comptait 236 habitants, en évolution de +3,06 % par rapport à 2016 (Seine-Maritime : +0,35 %, France hors Mayotte : +2,11 %).
| 1793 | 1800 | 1806 | 1821 | 1831 | 1836 | 1841 | 1846 | 1851 |
| ---- | ---- | ---- | ---- | ---- | ---- | ---- | ---- | ---- |
| 224  | 245  | 285  | 283  | 481  | 435  | 461  | 440  | 445  |

| 1856 | 1861 | 1866 | 1872 | 1876 | 1881 | 1886 | 1891 | 1896 |
| ---- | ---- | ---- | ---- | ---- | ---- | ---- | ---- | ---- |
| 431  | 416  | 414  | 419  | 402  | 359  | 366  | 337  | 354  |

| 1901 | 1906 | 1911 | 1921 | 1926 | 1931 | 1936 | 1946 | 1954 |
| ---- | ---- | ---- | ---- | ---- | ---- | ---- | ---- | ---- |
| 325  | 348  | 343  | 287  | 273  | 263  | 273  | 299  | 313  |

| 1962 | 1968 | 1975 | 1982 | 1990 | 1999 | 2005 | 2006 | 2010 |
| ---- | ---- | ---- | ---- | ---- | ---- | ---- | ---- | ---- |
| 296  | 261  | 258  | 259  | 240  | 238  | 231  | 227  | 205  |

| 2015 | 2020 | 2022 | - | - | - | - | - | - |
| ---- | ---- | ---- | - | - | - | - | - | - |
| 225  | 233  | 236  | - | - | - | - | - | - |

## Culture locale et patrimoine

### Lieux et monuments
- Église Saint-Aubin, qui remonterait au moins à 1450. Elle contient notamment un retable et un tabernacle  en bois taillés et dorés du XVIIe siècle  Classé MH (1978)[33].
- Ancienne église Saint-Lucien de  Barques, désacralisée, en surplomb de la vallée de la Méline, restaurée après un coup de foudre en 2023, propriété privée[34]

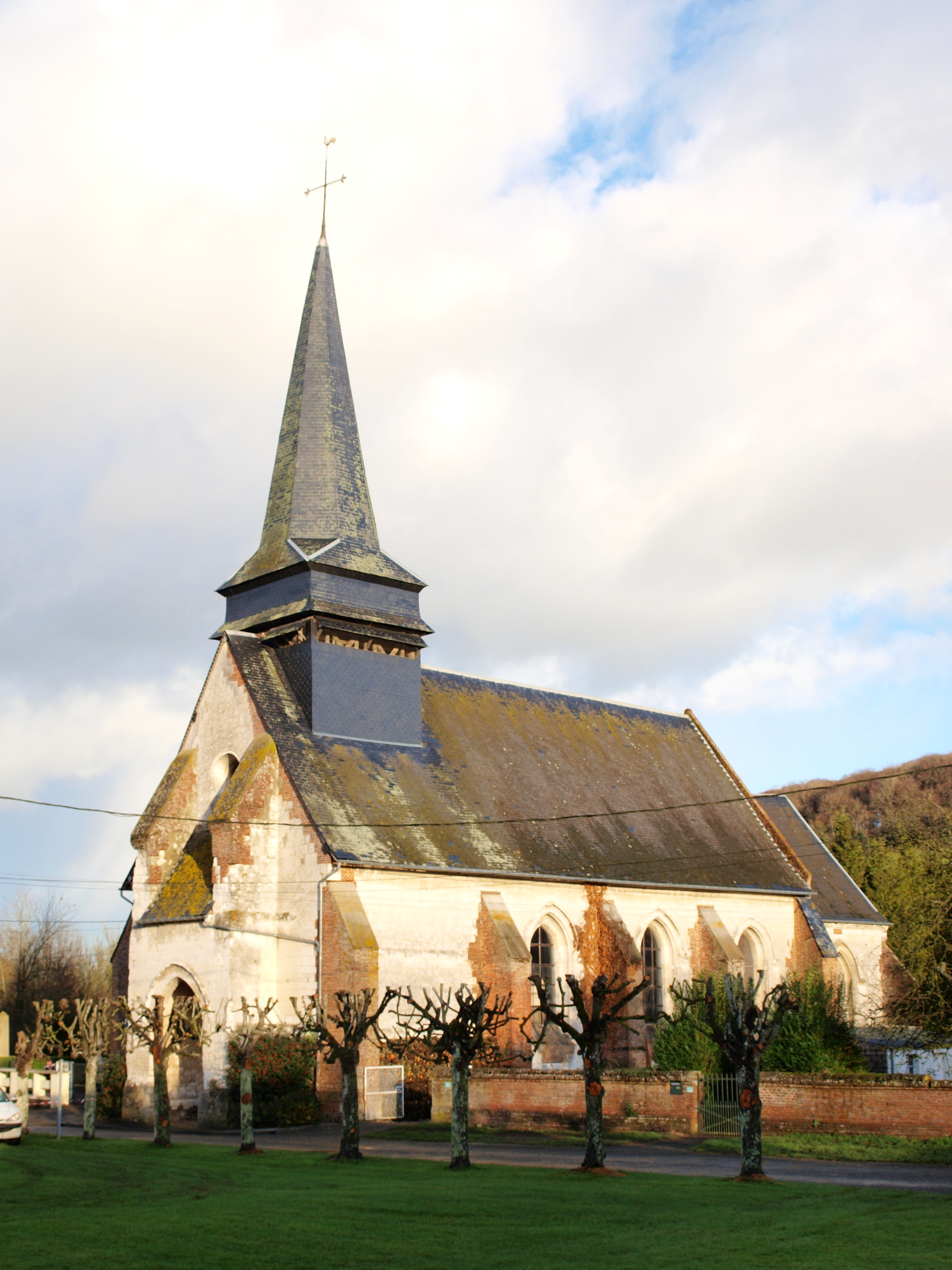
L'église Saint-Aubin
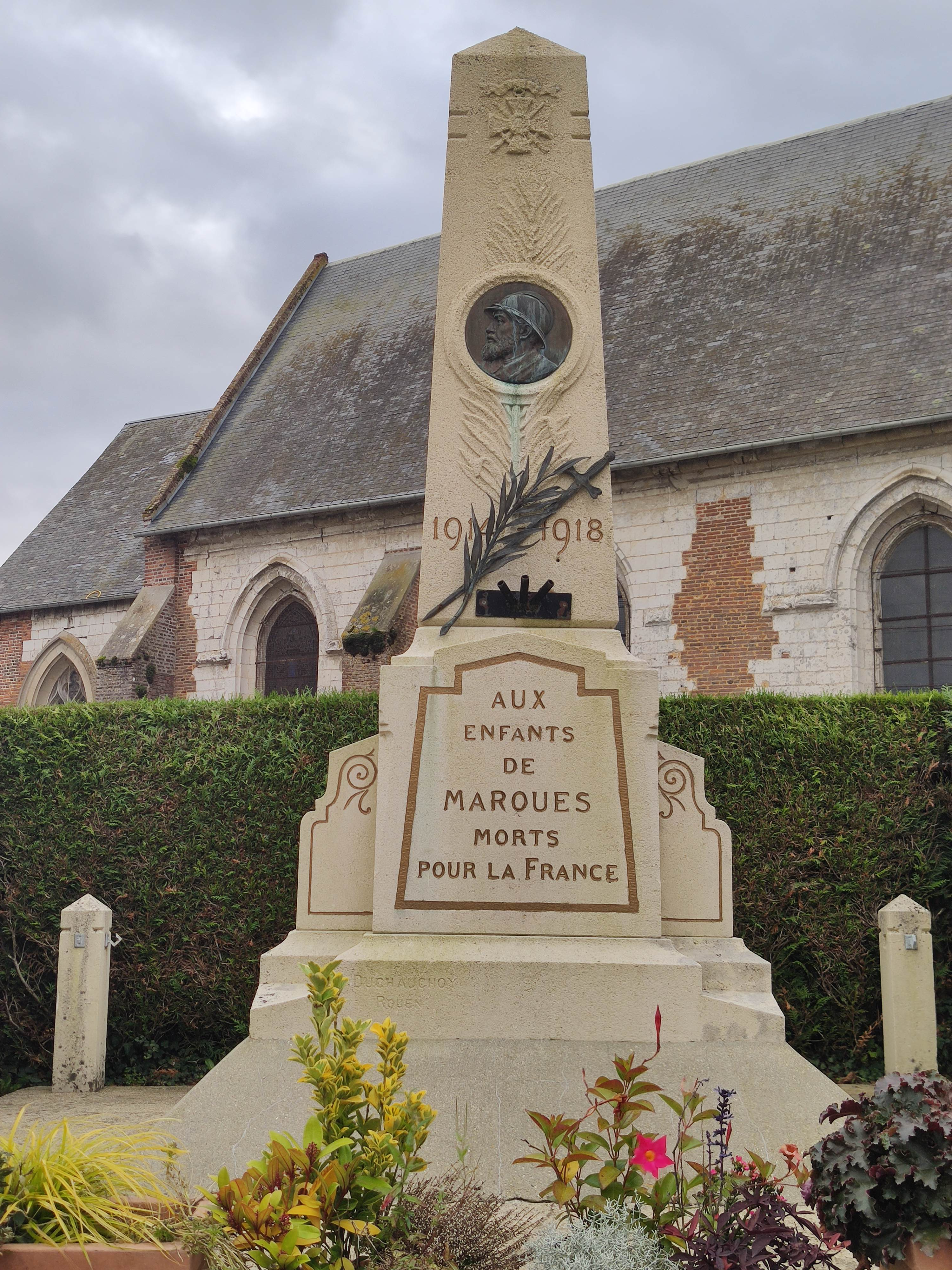
Monument aux morts
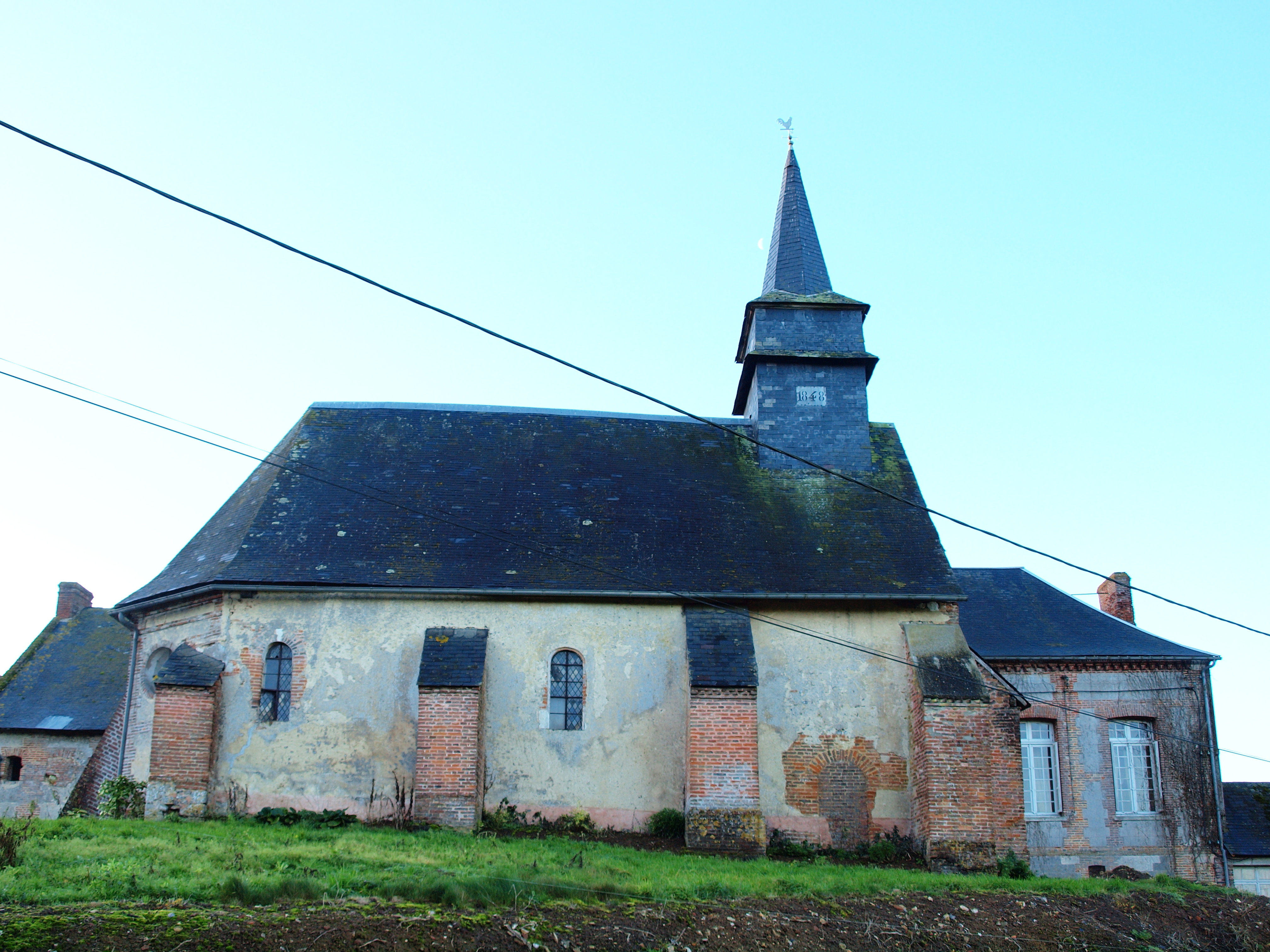
L'ancienne église Saint-Lucien de Barques
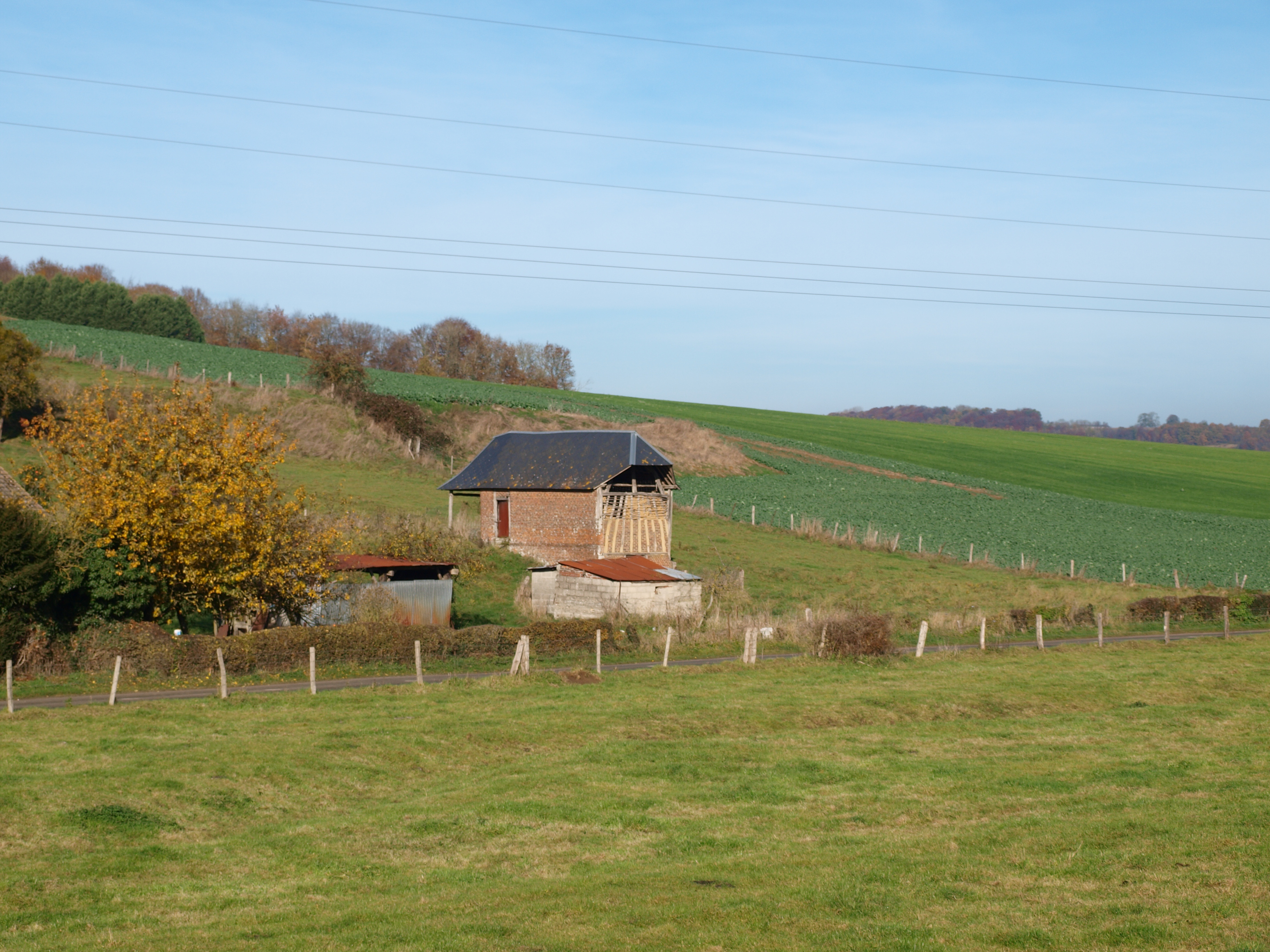
Vieille grange dans les champs, à Barques
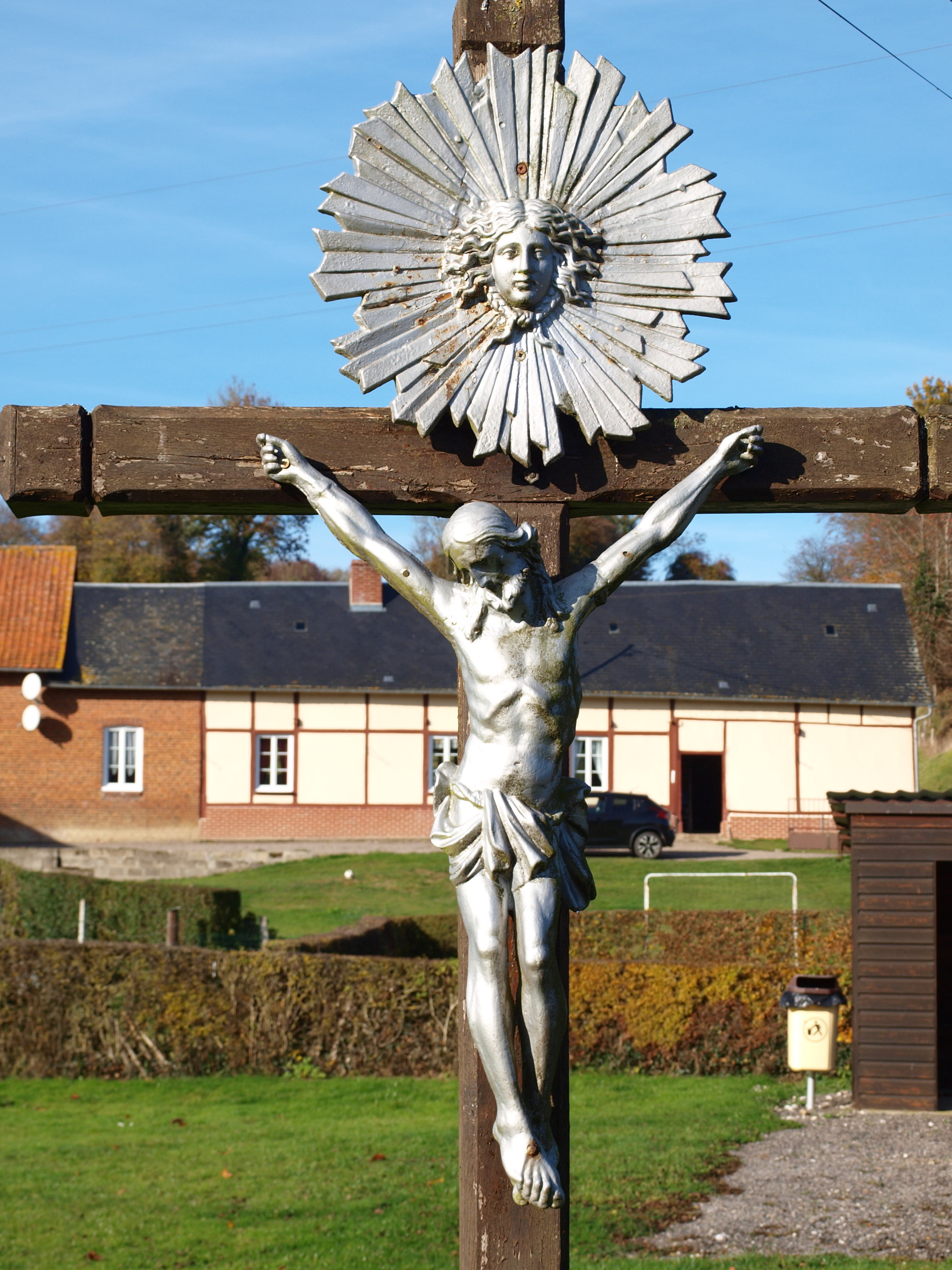
Calvaire de Barques.

### Personnalités liées à la commune
- Prosper Auguste Albert Pestel (1862- ? ), agriculteur spécialisé en arboriculture fruitière, chevalier de la Légion d'honneur en 1932, né à Marques[35].

### Héraldique
| Blason de Marques | Blason  | D'azur à deux lions affrontés d'argent, accompagnés en chef d'un besant et en pointe d’une merlette, le tout d'or. |
| Blason de Marques | Détails | Création du Conseil Français d'Héraldique (2009).                                                                  |